# Juan Tomás de Rocaberti
Juan Tomás de Rocaberti (Peralada, 4 marzo 1627 – Madrid, 13 giugno 1699) è stato un teologo e arcivescovo cattolico spagnolo.

## Biografia
Proveniente da una nobile famiglia catalana, fu educato a Girona. Entrò nel convento domenicano indossando la veste nel 1640. Studiò quindi teologia nel convento domenicano di Valencia ed al termine degli studi, ottenne la cattedra di teologia all'università della città.
Nel 1666 divenne padre provinciale dei domenicani dell'Aragona. Nel 1670 il capitolo generale dell'Ordine lo elesse maestro generale, carica che mantenne fino al 1677.
Nel 1676 il re Carlo II di Spagna lo nominò arcivescovo metropolita di Valencia, carica confermata poi dal papa, e governatore di quella provincia. Fondò il Collegio seminario del beato (allora non era ancora stato canonizzato) papa Pio V, oggi sede del Museo di Belle Arti di Valencia e dell'Accademia Reale di Belle Arti di Valencia.
Nel 1695 venne nominato Inquisitore generale.
Durante il periodo in cui fu maestro generale dei domenicani, ottenne da papa Clemente X la canonizzazione di Luigi Bertrando, già dichiarato beato da papa Paolo V nel 1608, e quella di Rosa da Lima, già beatificata da papa Clemente IX nel 1671, e la solenne beatificazione di papa Pio V nel 1672.
Morì a Madrid all'età di 75 anni.

## Pensiero

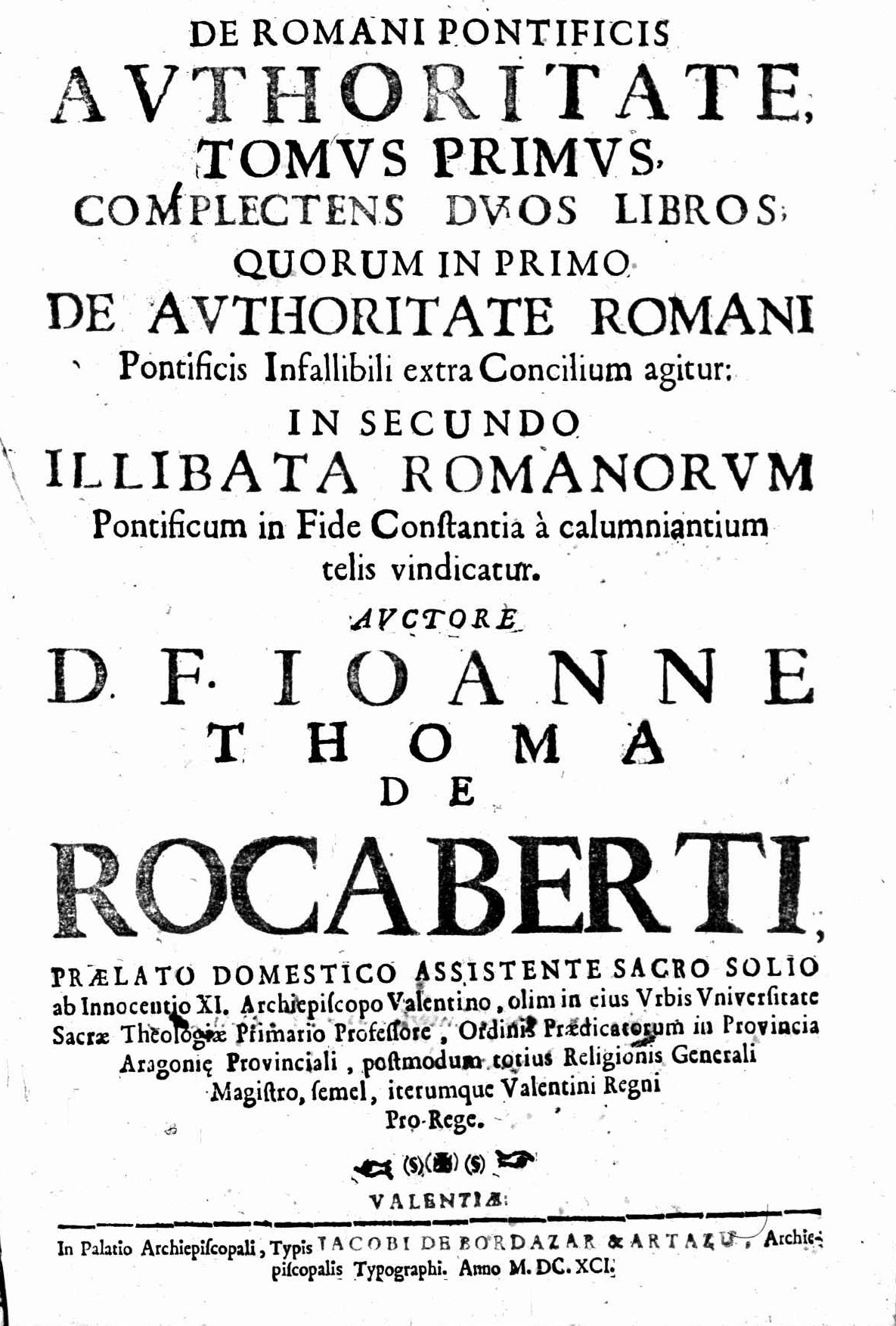
De Romani pontificis authoritate, 1691

Rocaberti è ben noto come apologeta del papato contro gallicani e protestanti.
La sua prima opera in tal senso fu De Romani pontificis in temporalibus auctoritate (3 voll., Valencia, 1691–94).
Ma la sua opera principale fu la Bibliotheca Maxima Pontificia, in 21 volumi, edita a Roma tra il 1697 ed il 1700. In quest'opera monumentale l'autore ha raccolto e pubblicato in ordine alfabetico, e nella loro interezza, tutte le opere importanti che trattavano del primato della Santa Sede da un punto di vista dell'ortodossia cattolica, iniziando con Abramo Bzovio e terminando con Zaccaria Boverio.

## Opere
- De Romani pontificis in temporalibus auctoritate, 3 volumi, Valencia, 1691–94.
  - (LA) De Romani pontificis authoritate, vol. 1, Valencia, Jaime de Bordazar, 1691.
  - (LA) De Romani pontificis authoritate, vol. 2, Valencia, Jaime de Bordazar, 1694.
  - (LA) De Romani pontificis authoritate, vol. 3, Valencia, Jaime de Bordazar, 1693.
- Bibliotheca Maxima Pontificia, 21 volumi, Roma, 1697-1700.

## Genealogia episcopale e successione apostolica
La genealogia episcopale è:
- Cardinale Scipione Rebiba
- Cardinale Giulio Antonio Santori
- Cardinale Girolamo Bernerio, O.P.
- Arcivescovo Galeazzo Sanvitale
- Cardinale Ludovico Ludovisi
- Cardinale Luigi Caetani
- Cardinale Ulderico Carpegna
- Cardinale Paluzzo Paluzzi Altieri degli Albertoni
- Arcivescovo Juan Tomás de Rocaberti, O.P.

La successione apostolica è:
- Vescovo Antonio Ferrer y Milán, C.O. (1686)
- Vescovo Isidoro Aparici Gilart (1694)
- Vescovo Tomás Reluz, O.P. (1697)